# Tombe de Gengis Khan
Ne doit pas être confondu avec Mausolée de Gengis Khan.
L'emplacement de la tombe de Gengis Khan (mort en 1227) a été l'objet de nombreuses théories et recherches. À ce jour, il n'a pas encore été formellement découvert. Deux expéditions menées en 2015 et 2016 confortent l'hypothèse de la présence de la tombe impériale au sommet du mont Burkhan Khaldun, dans le Nord-Est de la Mongolie.

## Récits historiques et légendaires
Gengis Khan voulait être enterré dans une tombe anonyme, non marquée. Après sa mort, son corps est envoyé en Mongolie, probablement vers son lieu de naissance près de la rivière Onon, dans ce qui est aujourd'hui la province de Hentiy. Selon la légende, l'escorte funèbre a tué tous ceux qui croisèrent son chemin pour cacher le lieu de l'enterrement. Une fois la tombe construite, les esclaves qui la construisirent furent massacrés et les soldats qui les tuèrent furent tués à leur tour.

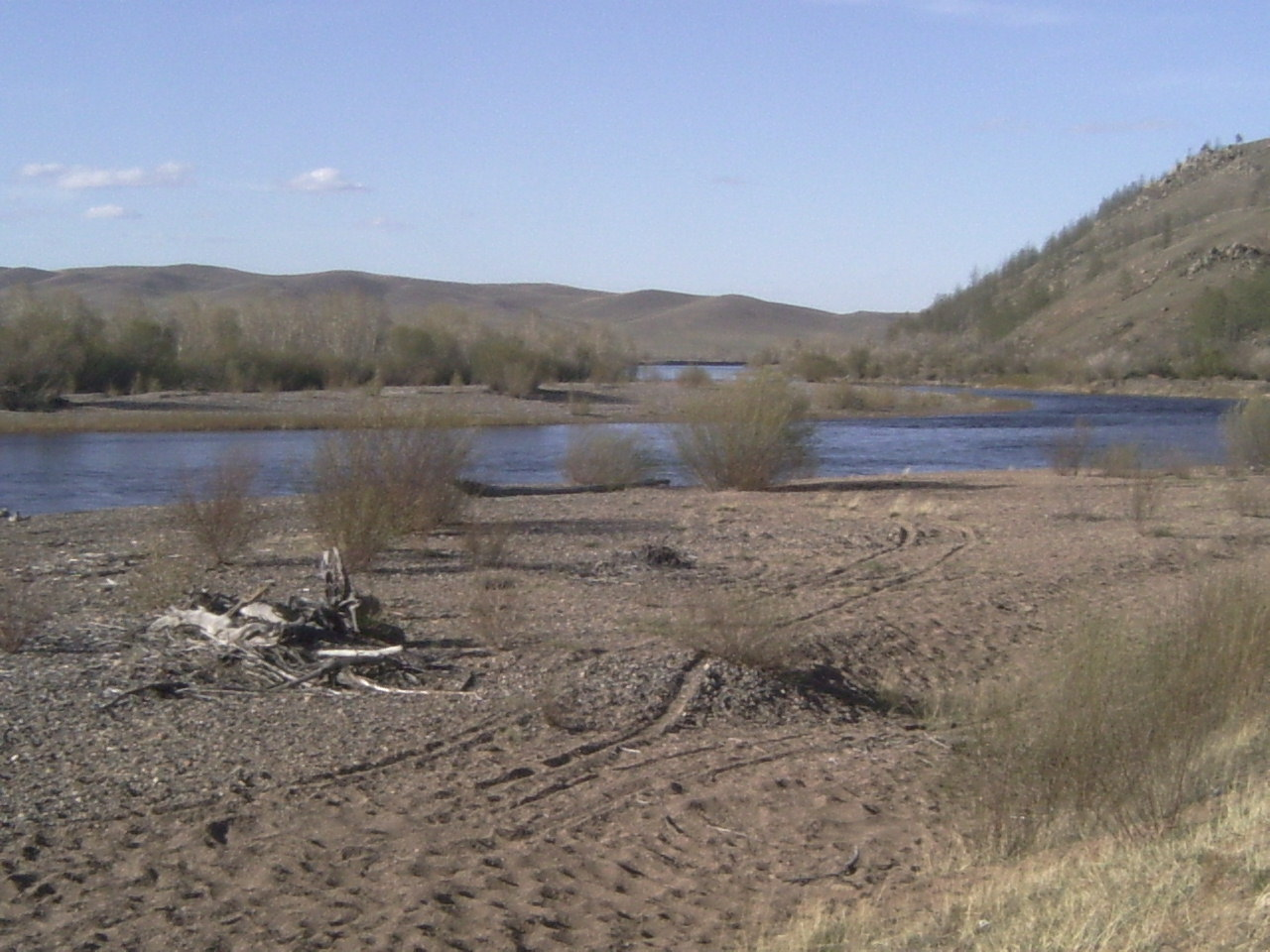
Lieu légendaire de la tombe, sur les rives de la rivière Onon dans la province de Hentiy.

Une autre légende locale raconte que la rivière aurait été détournée pour passer au-dessus de sa tombe, la cachant ainsi à jamais (le roi sumérien Gilgamesh d'Uruk aurait été enterré de la même manière) ; on trouve effectivement des traces d'un détournement de rivière dans sa région d'origine, bien qu'on ne puisse avancer que ce fut pour faciliter le passage du cortège funèbre. D'autres histoires racontent que le lieu de sa tombe aurait été piétiné par dix mille chevaux, qu'on aurait planté des arbres au-dessus et que le permafrost aurait fait le reste. Une autre légende raconterait la redécouverte de la tombe trente ans après la mort de Gengis Khan : un jeune chameau aurait été enterré avec le Khan, et sa mère aurait été trouvée en pleurs sur sa tombe.
Marco Polo écrivait à la fin du XIIIe siècle qu'il fut enterré sur la « Montagne d'Altaï », mais que la location exacte aurait été perdue. L'Histoire secrète des Mongols mentionne l'année de la mort de Gengis Khan mais ne donne aucun indice sur le lieu de son enterrement. D'autres manuscrits prétendent que la tombe serait dans la région du mont Burkhan Khaldun (littéralement la « montagne sacrée ») ; cette région était appelée Ikh Khorig (en), ou « Grand Tabou ». Cette région de 240 km2 a été interdite par les Mongols et toute personne s'y introduisant était condamnée à mort. Ce n'est que depuis ces deux dernières décennies qu'elle a été ouverte aux archéologues occidentaux.

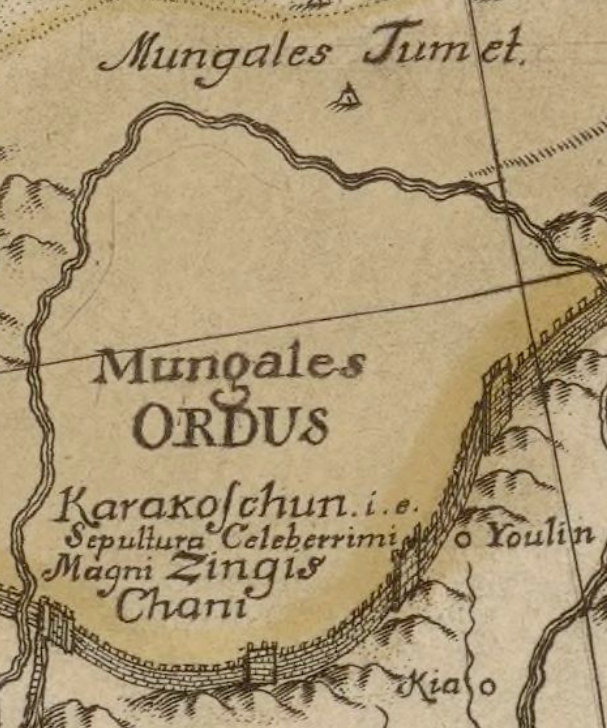
Cartographie du XVIII par Philip Johan von Strahlenberg, plaçant la sépulture sur l'actuel mausolée.

Les autorités chinoises ont tenté de tirer parti de cette « montagne sacrée » interdite pour construire le mausolée de Gengis Khan à Ordos dans le District de Dongsheng, mais ce monument n'est pas situé sur le lieu de l'enterrement. L’Erdeni Tobtchi (écrit en 1662) prétend que le cercueil de Gengis Khan pourrait avoir été vide à son arrivée en Mongolie. De la même manière, l'Altan Tobtchi (1604) prétend que seules sa chemise, sa tente et ses bottes ont été enterrés dans le désert de l'Ordos.

## Recherche
Des rumeurs ont circulé selon lesquels les Soviétiques auraient enlevé en 1937 d'un monastère bouddhiste un étendard contenant des indices sur l'emplacement de la tombe. D'autres rumeurs évoquent une malédiction qui aurait causé la mort de deux archéologues français (similaire à la malédiction du Gour Emir, la tombe de Tamerlan). Le 10 mai 1920, Saint John Perse entreprit une expédition, afin de retrouver le tombeau de Gengis Khan, avec le sinologue Gustave-Charles Toussaint, le directeur général des bureaux de poste français en Chine, Henri Picard Destelan et le docteur Jean Augustin Bussière.
Le 6 octobre 2004, on prétend avoir découvert le « palais de Gengis Khan », ce qui rendra peut-être possible la découverte de sa tombe.
L'archéologue amateur Maury Kravitz a dédié quarante ans de sa vie à la recherche de la tombe. Dans un récit du XVe siècle écrit par un jésuite français[Qui ?], il trouva une référence à une des premières batailles gagnées par Gengis Khan, à l'époque encore appelé Temüdjin. Selon ce récit, il aurait choisi un endroit à la convergence des rivières Kherlen et « Bruchi », avec Burkhan Khaldun derrière lui et à droite (le terme mongol baruun (ᠪᠠᠷᠠᠭᠤᠨ / баруун, signifie à la fois à droite et Ouest), et après sa victoire il aurait dit que ce lieu serait à jamais son favori. Kravitz, convaincu que c'était le lieu de la tombe de Gengis Khan, a essayé de le trouver, mais aucune cartographie ne mentionne l'emplacement. Il a toutefois trouvé le toponyme « Baruun Bruch » (« Bruch occidental ») dans la région. Il y fait des excavations depuis 2006, à environ 100 km à l'est du Burkhan Khaldun, dans la région de Bayanbulag.
En 2011, le chercheur en sciences de la National Geographic Society Albert Yu-Min Lin réalise des recherches archéologiques dans une « zone interdite » de Mongolie à la recherche de son tombeau. Sans autorisation pour réaliser des fouilles, il utilise des techniques modernes pour trouver les fondations de monuments datant de cette époque grâce au projet The Valley of the Khan Project mis en place à partir de 2010. Ses recherches ont donné lieu à un documentaire.
En 2015 et 2016, deux expéditions conduites par le Français Pierre-Henri Giscard, spécialiste de l'archéologie mongole, et Raphaël Hautefort, spécialiste en imagerie scientifique, dans les monts Khentii (Nord-Est de la Mongolie) confortent l'hypothèse du tombeau de Gengis Khan au sommet du mont Burkhan Khaldun. Les analyses scientifiques non invasives, effectuées grâce notamment à des drones montrent que le tertre de 250 m de long situé au sommet de la montagne est d'origine humaine et probablement construit sur le modèle des tombes impériales chinoises présentes à Xi'an. De plus, l'expédition constate que ce tertre fait toujours l'objet de rites religieux et de pèlerinages des populations alentour,. Cette expédition n'a donné lieu à aucune publication scientifique de la part de Pierre-Henri Giscard. Outre le fait que l'accès au secteur autour du Burkhan Khaldun est strictement contrôlé, le caractère sacré de la tombe pour le gouvernement mongol et la population en rend toute exploration impossible,.

### Documentaires
- Le tombeau secret de Gengis Khan (The Search for the Tomb of Genghis Khan) de Tony  Gerber, France 5, 2011, 50 minutes [présentation en ligne]
- La Tombe de Gengis-Khan, le secret dévoilé de Cédric  Robion, France 5, 2016, 89 minutes [voir en ligne]